# Bentinckia condapanna
Bentinckia condapanna là loài thực vật có hoa thuộc họ Arecaceae. Loài này được Berry ex Roxb. mô tả khoa học đầu tiên năm 1832.

## Hình ảnh

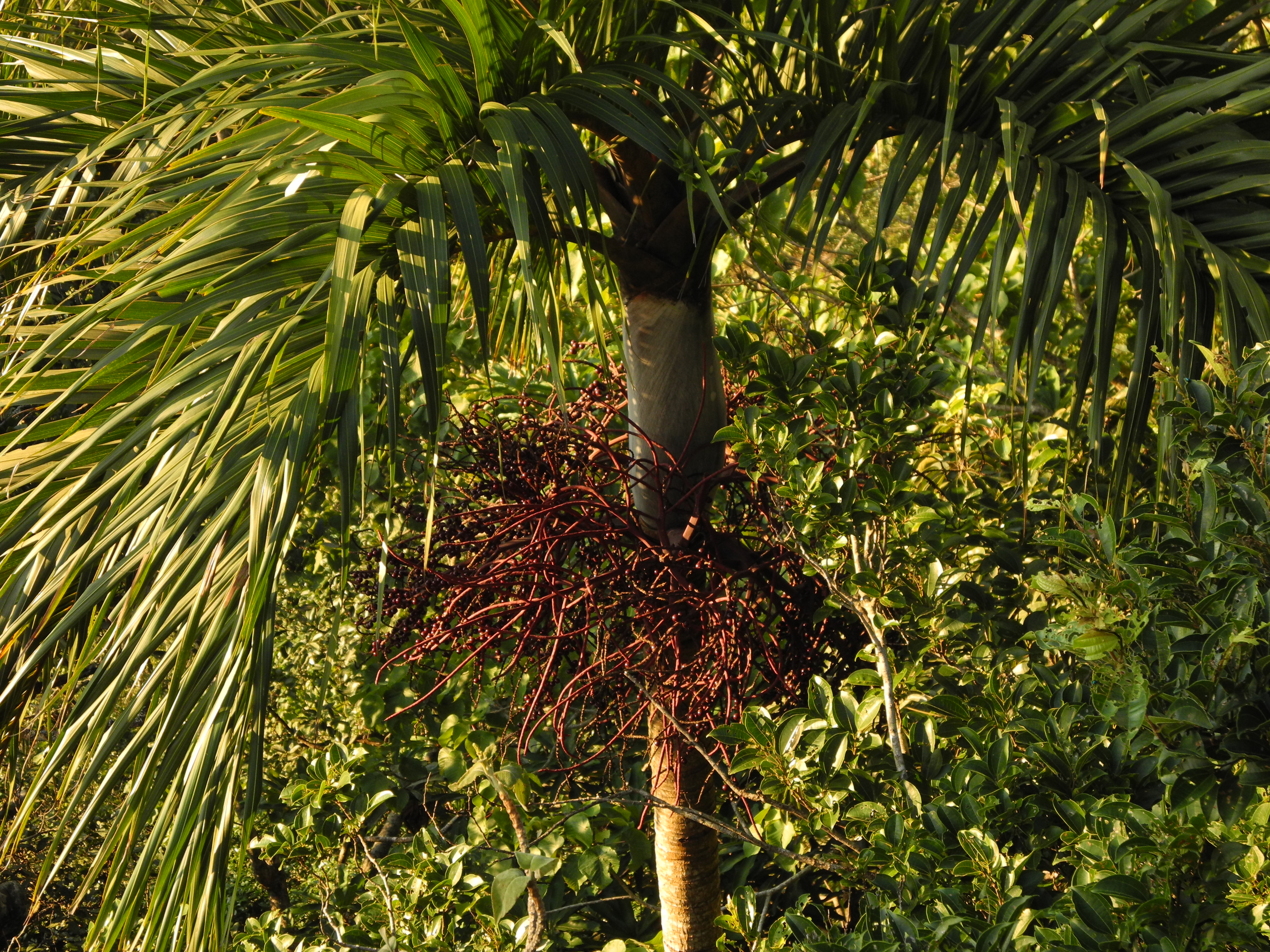